# Крекінг-установка у Коацакоалькосі (Braskem)
Крекінг-установка у Коацакоалькосі (Braskem) — складова частина нафтохімічного майданчика в районі портового міста Коацакоалькос на півдні Мексики (штат Веракрус).
У районі Коацакоалькосу традиційно зосереджена основна частина мексиканських нафтохімічних потужностей. Ще в 20 столітті тут почали роботу установки парового крекінгу у Паджарітосі, Ла-Кангреджера та Морелос, а в 2016-му до них додалось виробництво бразильської компанії Braskem, створене за проектом Ethylene XXI. Воно має здатність продукувати 1,05 млн тонн етилену на рік та є, таким чином, найбільшим у країні. Далі зазначений олефін споживається на цьому ж майданчику для виробництва поліетилену високої щільності (750 тисяч тонн) та поліетилену низької щільності (300 тисяч тонн).
Як сировину установка використовує етан, постачений зі штату Чіапас по спеціально спорудженій новій нитці етанопроводу. При цьому проект Ethylene XXI потребує 66 тисяч барелів зазначеного газу на добу, постачати які зобов'язалась державна нафтогазова компанія Pemex. Виробництво етану газопереробними заводами останньої на момент запуску нового майданчика виявилось суттєво меншим від запланованого, що сприяло рішенню Pemex закрити свою найменшу установку в Паджарітосі та почати імпорт етану морським шляхом для двох інших.